# Macu Morán
María de la Cruz Morán Marcos (León, 8 de noviembre de 1977) conocida como Macu Morán, es una artista y gestora cultural española, especializada en la comunicación visual y en la creación, investigación, promoción y difusión del arte intangible desde la cibercultura. En las elecciones generales de España en diciembre de 2015 fue candidata por el partido Podemos por la circunscripción de León.

## Formación
Macu Morán, es hija del relojero-joyero Alejandro Morán y de la doctora cum laude Charo Marcos, históloga y durante 45 años investigadora y profesora de Microscopia Electrónica en la Facultad de Biología de la Universidad de León. Según palabras de Morán "nací en ese universo de colores que son las células y tejidos que mi madre analizaba en el microscopio".  Estos antecedentes directos, influyeron en su amor por el Arte y la Ciencia. Realizó con Matrícula de Honor el último año del bachillerato Americano en Edwardsville High School, Illinois, EE. UU. obteniendo el certificado "Distinción en Entendimiento Internacional" de la World Heritage Organization.
Desde el año 1997 hasta el año 2013, ha cursado estudios en diferentes países. Estudió Dirección Internacional de Empresas en la International School of Business de Róterdam, Países Bajos, con su tesis "Desafíos filosóficos, económicos y comerciales del mercado del arte en el Siglo XXI". En la que analiza la dinámica del concepto del arte en la historia, la valorización económica de la práctica artística y la repercusión del capitalismo en la producción artística.
Posteriormente realiza el postgrado "Experto en Arte y Comunicación" en la Facultad de Periodismo de la Universidad Complutense de Madrid. A continuación vuelve a Estados Unidos a realizar su segundo postgrado "Peritaje y Catalogación Digital" en la New York University, NY. Regresa a España y en Barcelona realiza estudios de "Video Arte y Aplicaciones en las Artes del espectáculo" en el Museo de Arte Contemporáneo de Barcelona, MACBA en colaboración con la Universidad Blanquerna Ramon Llull. En el año 2011 regresa a New York a estudiar "Artes Visuales, Diseño Gráfico y Diseño Web" en la 3rd Ward,  de Brooklyn, NY;  en el año 2013 realiza el curso intensivo del Master "Arte Terapia"  en el centro de artes visuales denominado Metáfora en Barcelona.
Su formación no reglada se complementa con numerosos y diversificados cursos, algunos de ellos son: "Arte del Siglo XX". Curso UNED, así como "Programación Neurolingüística y Educación Emocional en el Aula" en la Universidad de León. Fuera de su país realiza el curso titulado "Permacultura: Ecología, Sostenibilidad y Naturismo" en la Open Permaculture School de Hawái. Entre 2002 y 2004 realiza en New York University (NYU) el curso de "Comisariado de Arte Contemporáneo" dirigido por Lia Gangitano, así como el curso “Outsider art”, dirigido por Roger Ricco, y "Lenguaje Cinematográfico". Además, en 2004 cursa la especialización de "Fotografía en Color" enseñada por Bill Amstrong del International Center of Photography (ICP) de Nueva York.

## Trayectoria profesional
Macu Morán comenzó su carrera profesional trabajando durante la primera década del siglo XXI en Nueva York como directora de Nuevos Mercados para artnet.com, el sitio web promotor del comercio electrónico en la globalización actual del mercado del arte que abrió la presencia en línea de este.
Morán es pionera en la implantación del arte intangible a través de los portales de Net Art creados por ella: VideoArtWorld e Imagery Dimension con el fin de crear el propio imaginario de cada artista y cocrear el imaginario colectivo e influir en el tejido de las industrias culturales creando autopistas de comunicación entre los artistas del medio. Con Videoartworld Imagery Motion creó y promovió los estándares internacionales para el coleccionismo, distribución y conservación de obra audiovisual, digital y por ende, intangible. El objetivo final de este proyecto fue fortalecer el interés hacia el videoarte más radical para que productores, creadores y consumidores, ayuden a crear una sociedad más reflexiva y crítica.
La plataforma Imagery Dimension trató de relacionar artistas de innovación tecnológica interesados en Electrónica-arte, Bio-arte, Robotic-art, Net-art, Software-arte, Light-art, Nano-arte y Audiovisual, alentando a los creadores a ejercer sus derechos sobre la autoría, mediante la utilización de las licencias que mejor se adaptan a cada creación, medio y alcance específicos para cada obra.
En el año 2009 organiza su segunda conferencia para la Feria Internacional de Arte Contemporáneo ArtBasel, Suiza, bajo el título Cambios en la percepción en el arte y en la ciencia, con el codirector del Departamento de Física del Centro Europeo de Investigación Nuclear (CERN) y el director de la plataforma internacional de Arte y Ciencia MARCEL, Don Foresta. Esta conferencia dio lugar a la creación de la residencia de artistas ART@CERN en Suiza.
Del año 2010 al 2015 funda Digits Without Borders Internacional, asociación española de cultura para el desarrollo. Bajo esta asociación, con su plataforma Imagery Affairs, comisaría múltiples exposiciones, y organiza proyectos sociales, culturales y educativos de difusión en línea, tratando temas como la urbe, la ecología, el decolonialismo, la virtualidad, el tiempo como cuarta dimensión y los puentes entre el arte y la ciencia trabajando bajo la premisa de que todo imaginario creado material o inmaterialmente, se convierte en realidad y la influye intrínsecamente.
Ha desarrollado otras comunidades de net art, bajo el paraguas de iMagery Spectrum · Progressive Projects, un complejo de arquitecturas virtuales desarrolladas hacia un crecimiento apropiado de la humanidad basado en el estudio y apoyo de sus productos culturales.
Entre los años 2011 y 2013, cofunda junto a Ted Delano la plataforma iMagery Hamptons Local Community Culture, creada para representar una imagen comunitaria específica, a través de la colaboración de artistas y empresas locales, como una cartografía digital manual. Esta fusión de la creatividad y la tecnología genera una fuente de inspiración sobre la vida y el imaginario visual del ecosistema de una región determinada.
En 2014 crea el Método Imaginario o Imagery Healing, con el que trata de combinar una serie de técnicas que pongan al servicio del desarrollo personal y de la salud mental el extraordinario poder del trabajo imaginario, tales como la hipnosis regresiva, la arteterapia y la proyección visual. Entre los años 2015 y 2017 crea el programa de desarrollo intelectual y creativo bilingüe denominado Imagery School en su ciudad natal, León.
Además de estos proyectos artísticos basados en internet, como artista plástica sigue investigando en diferentes medios, incluyendo poesía, dibujo y pintura, fotografía en color de procesamiento manual y digital, sonido experimental, super 8, modelado 3D, animación 2D, bioart, escultura de robótica, creación de aplicaciones, metalistería, tallado en madera, joyería y modelado de porcelana. Inspirada en la encrucijada del arte, la ciencia y la espiritualidad, Morán se considera una artista "outsider" que desarrolla el concepto "The Organic Code" como catalizador de nuestra existencia multiuniversal como la última esencia de la belleza, matemáticas y ciencia, más allá de las fronteras de comprensión actual.

## Comisariado de exposiciones
Su experiencia como comisaria comenzó en las ferias de Arte Digital y Video Arte de Nueva York y Paris (DiVA), seguidas de varias ediciones del Festival de Arte Contemporáneo de Barcelona (BAC!) y el tour de colecciones privadas de Vital Independent Video Art (VIVA).
Además de diseñar el conjunto de arquitecturas virtuales de modelos culturales sostenibles que conforman hoy en día Imagery Spectrum, Morán ha presentado programas expositivos y conferencias en diversos centros culturales.
- La Bienal Europea de Arte Contemporáneo MANIFESTA,
- La Feria de Arte Contemporáneo Art|Basel, Suiza
- El Centre Pompidou de Paris.
- La Fundació Joan Miró de Barcelona.
- El Museo Nacional de Arte Contemporáneo en Seúl (MoCA).
- El Museo Hara de Tokio.
- El Centro de Cultura Contemporánea de Barcelona (CCCB).
- El Museo Wilfredo Lam de La Habana.
- Casa Asia Barcelona.
- Centro Internacional de Fotografía de Nueva York (ICP).
- Fundación Marcelino Botín en Santander.
- Instituto Cervantes de Nueva York.
- Centro de Arte Santa Mónica en Barcelona.
- Fundación Suñol,Barcelona.
- WHITE BOX Nueva York.
- Feria KINETICA de Londres.
- Bienal Audiovisual de Barcelona (VideoAkt), etc.[18]

Descripción de algunos contenidos y participantes de las exposiciones más destacadas:
- El año 2009 crea la exposición Indomitable Women- Mujeres Indomables. Esta es la exposición internacional más relevante que ha comisariado. En dicha exposición realiza un completo recorrido de la historia del arte contemporáneo creado por mujeres en el campo del audiovisual comprendido entre los años 1944 hasta 2009.  La presentó en la Fundació Miró de Barcelona y el Centro de Cultura Contemporánea de Barcelona, en 2011 en el Museo Nacional Centro de Arte Reina Sofía y en la Cineteca Matadero de Madrid, participando en ella ochenta artistas históricas feministas como son Judy Chicago, Yoko Ono, Guerrilla Girls, Maya Deren, Dara Birnbaum, Beryl Korot, Valie Export, Suzanne Lacy, Ximena Cuevas, Coco Fusco, Lynn Hersman, Colette, Carolee Schneemann, Tracey Moffat, Martha Rosler, Dora García, Beth Moyses, Marisa González, Paloma Navares, Regina José Galindo, Ana Bella Geiger, Orlan, Joan Jonas entre otras. Según sus palabras: "la selección trata de vislumbrar diferentes aproximaciones de la naturaleza creadora femenina y, en una capa más profunda, las inquietudes ancladas en su particular psique a través del tiempo, perceptibles gracias a su corte histórico transversal.[15] En el año 2012 Morán presenta una selección de vídeos de esta exposición en Matadero de Madrid, dentro del Festival Miradas de Mujeres organizado por la asociación Mujeres en las Artes Visuales (MAV)[19][20]
- Organiza en el año 2010 el festival Barcelona Art Contemporani con más de 180 artistas audiovisuals exhibiendo en 6 espacios de la ciudad condal, y en el año 2012 el festival VIVA OFF ´10 Madrid Circuit,  en Caixa Forum, completado con un circuito de 22 galerías de Madrid.[21][22]
- En el Centro cultural CAM Alcoy, Alicante organiza la exposición Fluido Elemental utilizando el agua como iconografía preconizadora de las teorías filosóficas del flujo temporal, mediante obras realizadas por diferentes artistas en diferentes épocas. Elemento fundamental se relaciona en la filosofía clásica con la emoción y la intuición, en el Tao con la inteligencia y la sabiduría y en la astrología china con la sensibilidad y la persuasión; integra, alegóricamente, componentes ineludibles de la historia del arte universal. Relaciona el fluir del agua con el fluir del tiempo y el fluir de las ideas, destacando al soporte audiovisual como medio que incorpora intrínsecamente la cuarta dimensión, el etéreo y vital tiempo, sublimando todos los sentidos. La muestra presenta en 6 pantallas el surrealismo de Maya Deren, la imaginación futurista de Marina Núñez, las dudas existenciales de Paloma Navares, la determinación de Fernando Baena o las capturas de flujo de Gianfranco Foschino.[4]
- En el XI Festival Internacional de Arte Contemporáneo de Barcelona, comisaría la exposición Entrando en la Cuarta Dimensión celebrada en diferentes instituciones de la ciudad de Barcelona como Ars Santa Mónica, Fundación Suñol y Casa Asia presentando la especial relación del arte con el binomio espacio-tiempo, potenciando la combinación infinita de dimensionalidades múltiples que se presentan simultáneamente: arte basado en tiempo [time-based art]. Son 180 artistas en diferentes secciones y diferentes ubicaciones: "Japan Timeless” - Comisariado por Menene Gras / “Timeless Internacional” - Comisariado por Ana de Alvear / “Arte de Animación” - Comisariado por Damian Perea / “Artistic Short Film” - Comisariado por Javier Muñiz / “Stop (e)motion” - Comisariado por Adrian Encinas / “Experimental Textures” - Comisariado por Gye-Joong Kim / “Musiclip” - Comisariado por Carmen Sanfrancisco / “Moving performances” - Comisariado por Emma Pills y Juanjo Fernandez) / “Tiempos tecnológicos", "Tiempos de reflexión", "Tiempos de belleza", "Tiempos de cambio” Comisariado por Macu Morán, comisaria jefe del festival.[1]
- En el año 2010 comisaría una selección de videoartistas españoles con el título Nuevas Culturas Urbanas, en el Museo Nacional de Arte Moderno y Contemporáneo de Seúl. Cores. Este diálogo pretende ponderar las prácticas artísticas realizadas en España y en Corea con el videoarte como exploración del binomio espacio-tiempo desde las disciplinas más vanguardistas del momento, que inherentemente involucran el tiempo.[23]
- También en el año 2010 se celebra en España la bienal europea MANIFESTA 8, en el Centro Párraga de la Muralla Bizantina, Cartagena, Murcia. El título de la exposición Capturando Rayos de Sol Norteamericano puede considerarse como una profecía auto-realizable, anunciando la inminencia de una Europa que, sorprendentemente, siempre ha estado ahí: un mundo que contiene muchos mundos. En una matriz que ha sobrevivido al binomio modernismo-colonialismo, y que está contenida en sí misma. Los artistas participantes se apropian y dislocan parámetros de la Europa blanca cristiana. Hay muchas capas de significado negociándose en cada obra, algunas sensacionales y otras calmadas y meditativas, invitándonos a pensar en términos de otras genealogías y a estirar nuestro entendimiento de lo llamado “Norteafricano” más allá de las fronteras de nuestra (programada) imaginación. Incluyendo: Mounir Fatmi / Zineb Sedira / Frederique Devaux / Katia Kameli.[24][25][26][27][28][29]
- La Conquista de la Ciudad Soñada se presenta en el Festival Experimenta! de Sao Paulo y en Mouvart, Marsella.[30] Las obras seleccionadas tratan el concepto de Metrópolis y sus posibilidades, componiendo una reflexión colectiva sobre la función de la ciudad, la evolución de las áreas metropolitanas y la interdependencia entre población e individuo, mediante diferentes utopías, críticas e idealizaciones. En un esfuerzo por entender las realidades urbanas de nuestro tiempo, y la localización del ser humano dentro del cosmos, con la ciudad como referencia, la muestra intenta transmitir la habilidad de adaptación de la cultura al espacio. Las metrópolis han sido un tema muy cuestionado en la historia del arte y del cine, así como por las investigaciones utópicas que tratan de adaptar la humanidad con el ambiente con propuestas tecnológicas y sociales, restaurando y respetando un equilibrio soñado, mediante un análisis crítico y reflexivo sobre los efectos adversos del desarrollo urbano insostenible. El enfoque muestra interpretaciones de la realidad social urbana que atraen el interés de la audiencia. Artistas: Carmen Esplá / Carlos Cid / Fernando Baena / Ana de Alvear / Nuria Gil / Laila Lobo / Evaristo Benítez.[31]
- In the mood for today - De humor para hoy, fue una actividad colaborativa realizada en el año 2010, en la Plaza de Lavapiés, Madrid y en la Big Screen Plaza de Nueva York.  Las preguntas a los visitantes fueron ¿Con qué significantes se vincula cada día de la semana en el imaginario colectivo?¿Cómo se define lunes? ¿Qué es un jueves? ¿Cómo es el sábado?. Esta selección realza el interesante vínculo transcultural de las unidades temporales diarias y su noción semántica, rescatando los pocos, pero profundos significantes de cada día, compartidos en diversas lenguas, tal vez imperceptiblemente anclados en la consciencia colectiva, pero ya casi olvidados. El visitante regresa cada día de la semana, invitado a descubrir la sensación que, a través de las obras de 5 artistas, recibe del mismo.[32][33][34][35]
- También en este año 2010 comisaría en el festival BAC¡¡¡ 11 una exposición bajo el tema "el tiempo" . Fue una edición dedicada al audiovisual: video, cine experimental, cortometrajes, animación, performances y musiclips. Las sesiones comenzaron en Casa Asia y continuaron en la Fundación Suñol y en centro de Arte SantaMónica, todas ellas en la ciudad de Barcelona.[36]
- Hip & Cool. Festival Pícnic se celebró en Santander en la Fundación Marcelino Botín. Un periplo que nos invita a enfrentarnos a la vida con la ligereza de no haberlo hecho antes, rescatando los impresionables ojos de la niñez y la audacia y osadía que la desmemoria nos permita. Travesuras, cometas, música, césped, agua, sol y luna. Elementos que rejuvenecen la experiencia vital y formulan un nuevo mirar, avivando un postergado sentir y descubriendo un soñar ya extraviado. Incluyendo: Markus Kreiss / Alette Simon / Mariana Vassileva / Cleverson  / Pixel in Fact / Heinz Schmöller / María Cristina Carbonell / Alex McQuilkin / Ana de Alvear / Julia Oschatz / Laura Celada / Jose Luis Serzo / Carmen Espla.
- En año 2017 Macu Morán se traslada a vivir a Koh Phangan, Tailandia, sumergida en su último proyecto, Imagery Residency – Art meets Science and Spirituality, con el que trata de continuar el trabajo realizado a principios de los 90 en Ámsterdam mediante el ciclo de conferencias organizadas por Louwrien Wijers, bajo el mismo nombre: Art meets Science and Spirituality in a Changing economy, en el que investigadores de diversas disciplinas como John Cage, Marina Abramovic, Dalai Lama, Robert Rauschenberg, Fritjot Capra, Francisco Varela, etc se reunieron para debatir los límites de la percepción de la realidad hasta el momento. Morán pretende realizar una serie de talleres interdisciplinares para debatir las posibilidades que los últimos hallazgos en física cuántica y otras investigaciones científicas sobre el espectro de la conciencia abren en el camino de una mayor comprensión de nuestra realidad.[37][14] Esta investigación multidisciplinar parte de la teoría cuántica de la consciencia como artífice de la realidad visible e invisible, considerando la hipótesis del Universo como creación artística de la consciencia universal en sí misma, identificando así naturaleza con arte, y continuando con la línea de su anterior trabajo LifE=mc2, en el que identifica vida con energía, dentro de la serie El Código Orgánico con la que trata de reflejar el estilo de la naturaleza como artista y el sentido de la belleza.[38][37]

## Publicaciones
- Be.bop_black europe body politics: Catálogo de Simposio. Editorial: Ballhaus Berlín, 2012.  Catálogo de la exposición itinerante y del simposio transdisciplinar dirigido por Macu Morán centrado en la ciudadanía Europea de Color en conexión con las artes audiovisuales y performativas, en un esfuerzo común para conceptualizar teórica y visualmente las estéticas de-coloniales con un amplio espectro de visualizaciones.[39]
- Indomitable women: Catálogo de Exposición. Editorial: Centro Francesca Bonnemaison, 2009. Catálogo de las obras de las 82 artistas involucradas, realizadas entre 1944 y 2009 bajo una selección crítica y sensible capaz de recabar los diferentes tipos de lenguajes que abarca el medio audiovisual, tan cultivados por muchas de ellas. Autoras apasionadas por crear algo nuevo y diferente, materializar su particular impronta, mientras redefinen sin temor, y a menudo sin consciencia, la estética y el pensamiento contemporáneo.[40]
- En 2009 crea un grupo de investigación de gestoras culturales como Susana Salinas, Francesca Tusa, Ares Casado, Faye Harrison, Blanca de la Torre, Nerea Urbieto, Raquel Bravo y Pilar Brañas en el que compila las exposiciones de arte basado en ciencia y tecnología mostradas en más de 300 museos y centros expositivos de todo el mundo durante el año 2008, denominada "Ars anthology almanac: Índice de muestras de arte científico y tecnológico. E-book, 2009",  incluyendo: Robotic-art, electronic-art, kinetic-art, bio-art, nano-art, light-art, virtual-art, interactive-art, software-art, game-art, sound-art, engineering-art, data visualization, cyberculture and net-art.[41]
- En su Tesis para el grado europeo de Negocios Internacionales investiga sobre los desafíos filosóficos, económicos y comerciales para el mercado de las artes plásticas en el siglo XXI .[17] Realiza la tesis EBP en la Universidad Erasmus, Róterdam en 2001 "Investigación económica del mercado del arte internacional y los desafíos comerciales en la era de la información, bajo un marco filosófico que traza la evolución del concepto del arte a lo largo de la historia, desde su nacimiento como medio de expresión hasta su conceptualización como mercancía".[4]

### Artículos
Ha publicado en diferentes medios y países: en España realiza el prólogo del libro El arte como pantalla del crítico Ángel Román, Madrid. Además participa en la completa publicación Narrativas digitales y tecnologías de la imagen editada por Menene Gras, directora de cultura de Casa Asia junto con 42 especialistas internacionales en Video Arte; su artículo se titula" Masterpiece: el legado intangible".
- Con el título Coleccionando la herencia intangible, compartiendo propiedad intelectual, realiza el prólogo del Catálogo de la Feria DiVA Nueva York y VisionArt Magazine, Madrid.[43]
- Para Ediciones La Máquina Contemporánea, Murcia ha publicado los siguientes artículos: Basel destacado. Arco 2005. Feria de videoarte Loop 2004.[4]
- A través de la plataforma VideoArtWorld, realiza los siguientes artículos sobre centros internacionales: para Diva Paris 2007: Tributo a Shigeko Kubota y sobre la Bienal de Venecia 2005: Video at the italian pavilion.[44]
- Para la colección de vídeo del Centro Pompidou de París escribe An art, a history  (1965-2005), selección realizada por la historiadora de arte contemporáneo Christine Van Assche.[45]
- En 2005 publica el artículo titulado Venecia 2005: la bienal feminista sobre la exposición celebrada en el Arsenale de la Bienal de Venecia.[46] En este mismo año, publica en el Artnet Magazine, de Nueva York los artículos Basel 2005 highlights, Loop’04 fair Barcelona y Spain’s new art solution.[47][48][49]
- En 2017 Macu Morán concede una amplia entrevista a la periodista Fátima Ramos del Cano, Doctora en Periodismo, Máster en Historia y Estética de la Cinematografía y Licenciada en Historia en la revista que esta dirige denominada Leotopía. El título de la entrevista es El futuro será feminista, o no será.[17]